# Lista över inofficiella namn i Åbo
Inofficiella namn i Åbo i Finland är namn på platser, gator, byggnader och dylikt som är allmänt förekommande i folkmun men inte är officiella. Det finns ett stort antal inofficiella namn i Åbo.
Uttalsmarkeringarna i tabellen torde följa standarden som används av SAOL och NE:s ordbok, inte standarden enligt Internationella fonetiska alfabetet.[källa behövs]
| Namn                     | Varianter & uttal | Kommentar | WD                     |
| ------------------------ | --- | --- | ---------------------- |
| Akademikvarteren         | Uttal: [akademi:kvarte:ren] | Kvarteren kring Biskopgatan där Åbo Akademi har sina utrymmen kallas för akademikvarteren. |                        |
| Akademin                 | Varianter: Akademin, ÅA Uttal: [akademi:n], [å:a:] | Åbo Akademi | Q917874 på Wikidata    |
| Aleksi                   | Varianter: Aleksi, Koppen, Kop-kolmio Uttal: [aleksi], [kåppen], [kåpkålmiå] | Huset kallas både Aleksi efter butiken Aleksi 13 och efter banken Kansallisosakepankki som funnits i huset tidigare. Idag träffas man vid Kop-kolmio, eller Aleksin. |                        |
| ASA-huset                | Uttal: [asahu:se] | Byggnad fungerade tidigare som företaget Asas radiofabrik, men hör numera till Åbo Akademis lokaler, där bl.a. Datacentralen finns belägen. Det inofficiella namnet står numera på huset och används mer eller mindre officiellt åtminstone inom akademin. |                        |
| Banken                   | Varianter: Banken, Habben Uttal: [bankken], [habben] | I hörnet av Auragatan och Slottsgatan grundades 1896 Turun Osakepankki - Åbo Aktiebank i ett trähus ritat av C.L. Engel. På tomten lät banken sedan uppföra jugendhuset i granit ritat av Frithiof Strandell och det stod klart 1907. I byggnaden har det bedrivits bankverksamhet ända fram till 1992 då det blev en bar och restaurang med bankinteriör. |                        |
| Borehuset                | Uttal: [bo:rehu:se] | Stenhuset vid Kvarnbron ritades på 30-talet och har fått sitt namn efter rederiet Bore som hade sitt huvudkontor i huset. |                        |
| Brankis                  | Varianter: Brankis, Brandkårshuset Uttal: [brankkis],[brankå:rshu:se] | Namnet är en självklar och vardaglig förkortning på festvåningen som ägs av Frivilliga brandkåren i Åbo. Huset från 1892 är byggt i nyrenässansisk stil och går att hyra för fester och övriga evenemang. |                        |
| Brinkala                 | Uttal: [brinkkala] | Från Brinkala utlyses julfreden varje år. | Q10435626 på Wikidata  |
| Bryggmans                | Varianter: Bryggmans, Bryggmanska huset, Hospits Betel, Hospits Uttal: [bryggmans]                                                                                                | Arkitekten Erik Bryggman planerade hotell- och affärshuset för Åbo missionssällskap. Det stod klart 1929 och gick då under namnet Hospits Betel. Numera huserar hotellet Scandic Plaza här och restaurangen i huset är uppkallad efter husets arkitekt, som även har ritat grannhuset Atrium i klassisistisk stil. |                        |
| Börsens hörn             | Varianter: Börsens hörn, Lamppens hörn Uttal: [börsens hö:rn] [lamppens hö:rn] | I hörnet av Köpmansgatan och Eriksgatan finns Sokos Hotel Hamburger Börs, vars namn kommer efter det gamla Hotell Hamburger Börs, som verkade här sedan slutet av 1800-talet. Den ursprungliga hotell- och restaurangbyggnaden revs dock på 1970-talet. | Q22137351 på Wikidata  |
| Centrum                  | Varianter: Centrum, Eurokangashuset, Valtsu Uttal: [sentrum] [eoråkangashu:se] [valtso]                                                                                           | Här fanns tidigare ett köpcentrum med namnet Centrum, men även namnen på butikerna Valintatalo och Eurokangas används som benämning på huset. |                        |
| Domkyrkan                | Varianter: Domkyrkan, Domen, Domis, Der Dom Uttal: [do:mtjyrkan] [do:men] [do:mis] [de:r då:m]                                                                                    | Åbo domkyrka. | Q1187606 på Wikidata   |
| Eken                     | Varianter: Eken, Pehr Kalms ek Uttal: [e:ken] [pä:r kalms e:k] | Eken mellan Aura å och Sibeliusmuseet är det enda som finns kvar av professor Pehr Kalms trädgård. |                        |
| FÄ-huset                 | Varianter: FÄ-huset, Akademihuset Uttal: [fe:hu:se] [akademi:hu:se] | Förvaltningsämbetshuset vid Åbo Akademi. |                        |
| Gado                     | Uttal: [gado], [gadå] | Studentrestaurangen Café Gadolinia, som kort och gott omtalas som Gado, hör till ett av de kårcaféer som Åbo Akademis studentkår upprätthåller. Förkortningen är så vedertagen att den numera även förekommer på restaurangens logo, även om denna officiellt sett inte har bytt namn. |                        |
| Halis                    | Varianter: Halis, Bronx Uttal: [halis], [brånks] | Hallis kallas ibland för Bronx. |                        |
| Hallen                   | Uttal: [hallen] | Åbo saluhall | Q10726161 på Wikidata  |
| Hansa                    | Varianter: Hansa, Hansan, Hansakvarteret Uttal: [hanssa], [hansa] [hansan] [hansakvarte:re]                                                                                       | Köpcentret Hansa(fi) är en vanlig mötesplats. | Q5650932 på Wikidata   |
| Hjeltska huset           | Varianter: Hjeltska huset, Gamla polishuset Uttal: [jeltska hu:set] [gamla poli:shu:set]                                                                                          | En gammal stenbyggnad vid Gamla Stortorget som byggdes 1830 åt sjökaptenen Hjelt. |                        |
| Hörran                   | Uttal: [hörran] | Heurlinska skolan, vid nuv. Café Art | Q31886625 på Wikidata  |
| Iddan                    | Uttal: [iddan] | Åbo idrottspark(fi) på Samppalinnaberget. | Q11898812 på Wikidata  |
| Impparin                 | | Namnet Impparin används på svenska både om stadsdelen och simhallen i Impivaara. | Q11864792 på Wikidata  |
| Ingmanska huset          | Varianter: Ingmanska huset , Casagrandes hus, Seipelska huset Uttal: [ingmanska hu:se] [kasagrandes hu:s], [seipelska hu:set]                                                     | Heter det röda huset som i slutet av 1700-talet var den finaste restaurang- och festvåningen i Åbo. |                        |
| Julinska tomten          | Uttal: [juli:nska tåmtten] | Hela kvarteret kallas Julinska tomten. Här finns bl.a. biografen Julia. |                        |
| Kaskisbacken             | Varianter: Kaskisbacken, Tyskbacken Uttal: [kaskisbakken], [tyskbakken] | Med Kaskisbacken menar man både den branta uppförsbacken och själva kullen. |                        |
| Kattan                   | Varianter: Kattan, KSÅ, Classicum Uttal: [kattan], [kåesså:], [klassikum] | Den svenskspråkiga Katedralskolan som tidigare hette Svenska klassiska lyceum | Q6304933 på Wikidata   |
| Konservatoriet           | Varianter: Konservatoriet, Konsis, Ritskolan, Gamla repslageriet, Repfabriken Uttal: [kånservato:rie] [ri:tskolan] [gamla repslageri:et] [re:pfabri:ken]                          | I dag har Åbo konservatorium sina utrymmen här, men många namn som syftar till tidigare verksamheter i huset lever kvar. |                        |
| Koulu                    | Varianter: Koulu, Skolan, Fruntimmersskolan, Flickis Uttal: [kåolo], [sko:lan], [fru:ntimmärsko:lan], [flikkis]                                                                   | Restaurangbaren Panimoravintola Koulu uppfördes som en skolbyggnad i nyrenessänsstil år 1889. Där verkade tidigare Svenska fruntimmersskolan, som ändrade namn till Svenska flickskolan i Åbo 1919 och till Åbo svenska flicklyceum 1955. År 1966 fick skolan namnet Cygnaeusskolan, vars namn upprepas i restaurangens namn på kabinettsalar. |                        |
| Kreman                   | Varianter: Kreman, krematoriet, kioskhusets grill Uttal: [kreman] [krematorie:t] [kiåskhu:sets grill]                                                                             | Liten grill-kiosk utanför Åbo domkyrkan |                        |
| Kristinegatan            | Uttal: [kristi:negatan] | Åbo stadskansli refererar man ofta till bara genom gatans namn. |                        |
| Manton                   | Varianter: Manton, Mannekiosken, Gula kiosken Uttal: [manton], [mannekiåsken], [gu:la kiåsken]                                                                                    | Mantun grilli är en populär grillkiosk |                        |
| Pinellan                 | Uttal: [pinellan] | Här fungerade restaurangen Pinella(fi) mellan 1848 och 2004. Efter en sju års paus öppnade restaurangen under samma namn igen 2011. | Q11888167 på Wikidata  |
| Portsa                   | Uttal: [pårtsa] | Portsa kallas Åbos åttonde stadsdel(fi) med trähuskvarter, Port Arthur. Den nordvästra stadsdelen har varit gamla arbetarkvarter och fanns med redan i Engels stadsplan från 1828, men den byggdes till största delen upp 1900-1920. Stadsdelen utgör idag ett populärt bostadsområde som genomgått en gentrifiering. | Q2343093 på Wikidata   |
| Rettigska palatset       | Varianter: Rettigska palatset , Aboa vetus, Aboa Uttal: [rettigska palatse] [aboave:tus] [abåa] [aboa]                                                                            | Nuvarande Aboa Vetus Ars Nova | Q3022430 på Wikidata   |
| Rettigska tobaksfabriken | Varianter: Rettigska tobaksfabriken, Rettig, Sydväst, Novia, Knyppelverket Uttal: [rettigska tobaksfabri:ken] [sy:dvest] [nå:via] [knyppelvärkke]                                 | Idag yrkeshögskolan Novia. | Q4355436 på Wikidata   |
| Ruissin                  | Uttal: [roissin] | Friluftsområdet Runsala. Ruissin kan också användas specifikt för festivalen RuisRock. | Q2097015 på Wikidata   |
| Samppis                  | Varianter: Samppis, Samppalinna Uttal: [samppis] [samppalinna] | Med Samppalinna kan man avse simstadion, parken, restaurangen. | Q24368432 på Wikidata  |
| Sibbe                    | Varianter: Sibbe, Sibben, Sibis Uttal: [sibbe] [sibben] [sibis] | Sibeliusmuseum | Q4306382 på Wikidata   |
| Slaskbacken              | Uttal: [slaskbakken] | Namnet är en direkt översättning av det finska namnet Räntämäki. | Q999062 på Wikidata    |
| Slottet                  | Uttal: [slåtte] | Åbo slott | Q136893 på Wikidata    |
| Socis                    | Uttal: [so:sis] [såsis] | Det gamla societetshuset i Åbo är idag ett hotell. |                        |
| Sockerbruksstranden      | Uttal: [såkkärbru:ksstranden] | Här fanns Åbo sockerbruk. | Q64733013 på Wikidata  |
| Sossen                   | Varianter: Sossen, Sossan, Sanktan, Sankt Olofs, SOS Uttal: [såssen], [såssan], [santan], [esso:ess], [såss]                                                                      | S:t Olofsskolan är en svenskspråkig högstadieskola i Åbo som har haft olika kallelsenamn genom tiderna. Här låg tidigare Åbo svenska flicklyceum innan sammanslagningen av stadens tre svenskspråkiga läroverk till Katedralskolan i Åbo i början av 70-talet. Fr.o.m. 1976, då grundskolan infördes i Åbo, blev S:t Olofsskolan den svenska grundskolans högstadium. |                        |
| Stocka                   | Varianter: Stocka , Stockan, Stokis Uttal: [ståkka] [ståkkan] [ståkis] | Stockmanns varuhus i Åbo | Q5396253 på Wikidata   |
| Synkkan                  | Varianter: Synkkan, Cygnaeus Uttal: [synkkan] [cygne:us] | Cygnaeus skola |                        |
| Tyksen                   | Varianter: Tyksen, Åucs, Länssjukhuset, Länet Uttal: [tyksen] [åuks] [le:nssju:khu:se] [le:net]                                                                                   | Åbo universitets centralsjukhus | Q3736764 på Wikidata   |
| Vaddmammans hus          | Varianter: Vaddmammans hus, Vaddens hus, Vadden, Henkka och Maukka-huset, HM, Hema, Hennes, Forum. Uttal: [vaddens hu:s] [vadden] [henkka å maokkahu:se] [hå:emm] [hema] [få:rum] | I det s.k. Åkermanska hörnet uppfördes på 1920-talet affärs- och bostadshuset Affärscentrum, som fr.om. 1926 inrymde det framgångsrika företaget Åbo Vadd. Åbo Vadd, som sålde vadd bl.a. i form av madrasser och dynor, drevs av den framgångsrika affärskvinnan Aline Grönberg (1871-1950), även kallad Finlands vaddmamma. Smeknamnet Vaddmammans hus är uppkommet efter Grönberg som var den andra kvinnan i Finland som fick titeln kommerseråd 1940. Klädaffären H&M fanns också en tid i hörnet av Affärscentrum, där restaurangen Amarillo nu finns. |                        |
| Vakke                    | Varianter: Vakke, Vakken Uttal: [vakke] [vakken] | Stadsdelen Kråkkärrets finska namn är Varissuo. |                        |
| Vammen                   | Varianter: Vammen, Väinö Aaltonen Uttal: [vammen] [väinö a:ltånen] | Förkortning av Wäinö Aaltonens museum. | Q3019261 på Wikidata   |
| Vatikanen                | Varianter: Vatikanen, Piruntorjuntabunkkeri, Piruntorjuntapatteri Uttal: [vatika:nen] [pirontårjontabonkkeri], [pirontårjontapatteri]                                             | Åbo och S:t Karins kyrkliga samfällighet. | Q5397791 på Wikidata   |
| Vessan                   | Varianter: Vessan, Trätorgsvessan Uttal: [vessan] [tre:tårjsvessan] | Den tidigare allmänna toaletten är idag en bar. |                        |
| Vårdis                   | Varianter: Vårdis, Berget, Observatoriebacken, Observatoriet, Obsis Uttal: [vå:rdis] [bärje] [åbservato:riebakken] [åbservato:rie], [åbsis]                                       | I Vårdbergsparken el. på Vårdberget, som platsen officiellt heter, har stadens svenskspråkiga studenter firat valborg sedan 1920-talet och framåt. Parken är ett populärt tillhåll sommartid. | Q4104024 på Wikidata   |
| Wiklunds hörn            | Varianter: Wiklunds hörn, Wiklunds, Vikkes hörn, Vikkan Uttal: [vi:klunds hö:rn], [vi:klunds], [vikkes hö:rn], [vikkan]                                                           | Huvudingången till varuhuset Sokos Wiklund(en) är vanlig mötesplats. | Q11894025 på Wikidata  |
| ÅST                      | Uttal: [å:esste:] | Åbo svenska teater | Q2632947 på Wikidata   |
| Åttkanten                | Varianter: Åttkanten, Otkantti Uttal: [åttkanten], [åtkantti] | Hamnområdet och passagerarbåtsterminalen där Silja Line-båtarna lägger till kallas för Åttkanten på grund av Siljaterminalens åttkantiga form. I överförd betydelse kan hela hamnområdet även kallas så. På finsk Åbo-dialekt talar man om Otkantti. I en gammal Åbo-vits frågas det efter vad är det för likhet med finska språket och ettans buss. Svaret är att man inte har nytta av någondera på andra sidan Åttkanten. | Q108267200 på Wikidata |